# Nicola Samale

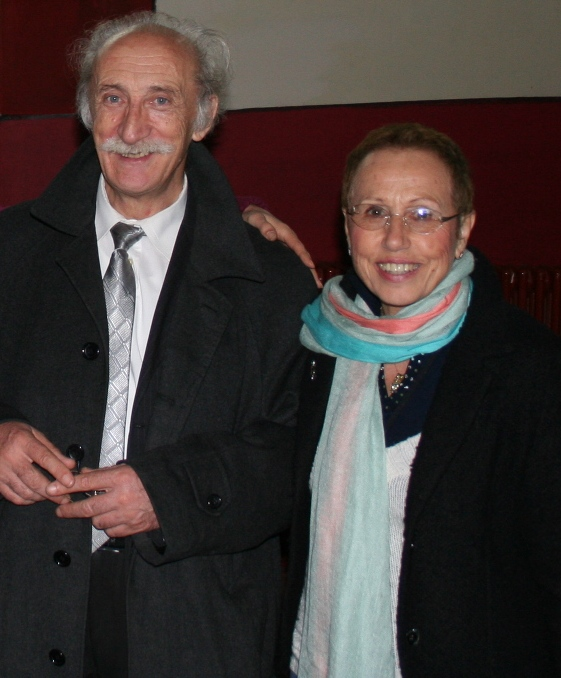
Edda Dell'Orso und Nicola Samale (2010)

Nicola Samale (* 14. September 1941 in Castelnuovo d’Istria, Italien, heute Podgrad, Slowenien) ist ein italienischer Komponist und Dirigent.

## Werdegang
Nicola Samale studierte von 1959 bis 1972 am Conservatorio di Santa Cecilia in Rom Querflöte (Diplom 1963), Dirigieren (bei Franco Ferrara, Diplom 1970), Komposition sowie Instrumentation (Diplom 1972). Seine Dirigierkunst verfeinerte er bei John Barbirolli (1964) und Hermann Scherchen (1965). Noch während seines Dirigier-Studiums gewann er zahlreiche Wettbewerbe, insbesondere 1968 in Florenz (1. Preis), 1969 an der Mailänder Scala (2. Preis), 1969 den Respighi-Wettbewerb in Venedig (1. Preis) und 1970 den Wettbewerb des italienischen Rundfunks (RAI) Rom (1. Preis). Seitdem ist Samale als Komponist und Dirigent tätig. Gastspiele führten ihn an nahezu alle italienischen Orchester und Opernhäuser, außerdem u. a. nach Bukarest, Frankfurt am Main, Grenoble, Johannesburg, Kattowitz, Ljubljana, London, Mannheim, Miami, Paris, Pretoria und Stuttgart. Er war erster Gastdirigent des Orchesters Sinfonica Abbruzzese (1984 bis 1988), Künstlerischer Leiter und Chefdirigent des Orchestra Sinfonica di Lecce (1993 bis 1994) und des Orchestra Sinfonica della Provincia di Matera 
(1997 bis 2000) sowie Künstlerischer Leiter des Orchestra Sinfonica di Catanzaro (2003 bis 2004). Außerdem wirkte er von 1978 bis 1993 als Professor für Dirigieren am Konservatorium zu L’Aquila. Nicola Samale lebt in Rom.

## Schaffen
Nicola Samale hat etliche Kammermusik-, Orchester- und Vokalwerke sowie fünf Opern komponiert. Gemeinsam mit dem Komponisten Giuseppe Mazzuca hat er außerdem verschiedene Werke im Teamwork geschrieben, darunter Filmmusiken sowie insbesondere die erste Version der Ricostruzione des unvollendeten Finales der Neunten Sinfonie d-Moll von Bruckner (UA: Radio-Symphonie-Orchester Berlin, Peter Gülke, 1986; CD-Einspielung: Radio-Sinfonie-Orchester Frankfurt, Eliahu Inbal, Teldec, 1986). Diese von ihm später gemeinsam mit John A. Phillips und Benjamin Gunnar Cohrs weiterentwickelte Aufführungsfassung (1986 bis 2007) machte ihn einem breiten Publikum bekannt. Besondere Beachtung verdienen auch seine Vervollständigung der von Liszt unvollendet überlieferten Orchestrierung seines eigenen Klavierstücks Hexaméron (Variationen über den Marsch aus I puritani von Vincenzo Bellini; UA: 2001, Catania, Orchestra Teatro M. V. Bellini, Donato Renzetti), seine vervollständigte Aufführungsfassung der Zehnten Sinfonie von Gustav Mahler (mit Giuseppe Mazzuca; UA: 2001, Perugia, Wiener Symphoniker, Martin Sieghart) sowie seine Ergänzung des Scherzos aus der „Unvollendeten“ Sinfonie in h-Moll D 759 von Schubert (1988; UA: 1988, Bari, Orchestra Sinfonica di Bari, Nicola Samale; revidierte Fassung 2004 mit Benjamin Gunnar Cohrs; UA: 2004, Sarajevo, Sarajevo Symphony Orchestra, Cohrs). Seine Komposition Miracolo a Milano ist Bestandteil des Soundtracks zu dem deutschen Spielfilm Drei von Tom Tykwer.

## Werkverzeichnis (Auswahl)

### Opern
- 67 A.D. (1994 bis 1997)
- Il principe sognatore (1997 bis 1999)
- L' eroico Yi Sun Sin (2000)
- Il Castello (1999 bis 2002)
- L'ultima messa (2004 bis 2006)

### Werke für Orchester
- Suite lirica No. 1
- Racconti Viennesi Caleidoscopio
- Poema Sinfonico Magica notte nach italienischen Weihnachtsliedern (2004)
- Cappriccio (Klarinette und Orchester)
- Ouverture sinfonica Gaia scienza (Blasorchester)
- Poema sinfonico Ionica (Blasorchester)
- Elegia e Finale (Streichorchester)

### Werke mit Chor
- Ave Maria (Soli, Chor und Orchester)
- Inno a Padre Pio (Chor und Orgel)
- 99 in memoriam (melologo) (Rezitator und Kammer-Ensemble)
- Plenum (Chor und Kammerorchester)
- Unheimlich (Chor a cappella)
- Miracolo a Milano (Chor a cappella)

### Kammermusik
- Burlesca (Cembalo)
- Diorama (Bläserquintett)
- Divertimento (Bläserquintett)
- Hermes (Oboe, 4 Hörner, Horn-Solo, Klavier und Kontrabass)
- Il futuro mancato (Rezitator und Kammer-Ensemble)
- Libaeralia (Sopran, Rezitator und Kammer-Ensemble)
- Pentalfa 14 (Flöte, Alphorn und Schlagwerk)
- Suite Lirica (No. 2) nach italienischen Arien (Bläser-Oktett)

### Bearbeitungen / Orchestrierungen
- Anton Bruckner, Neunte Sinfonie d-moll, Finale, Vervollständigung (mit Giuseppe Mazzuca, Benjamin-Gunnar Cohrs, John A. Phillips, 1985–2007)
- Pablo Casals, Inno alle Nazioni Unite, Bearbeitung für Orchester (1996)
- Franz Liszt, Hexamèron, Vervollständigung der von Liszt begonnenen, unvollendeten Orchesterfassung (2001)
- Franz Liszt, Sonate h-Moll, Bearbeitung für Orchester (2007)
- Gustav Mahler, 10. Sinfonie, Vervollständigung (mit Giuseppe Mazzuca; 1. Fassung: 2001)
- Franz Schubert, Scherzo zur Sinfonie in h-MollD 759 (Unvollendete), Instrumentierung und Ergänzung des Trios (1988; revidierte Version 2004 mit Benjamin Gunnar Cohrs)